# 塔弗斯
塔弗斯（德語：Tafers，法語發音：[tavɛl]）是瑞士弗里堡州的市镇，位於該國西部，面積8.4平方公里，海拔高度651米，2011年人口3,022，八成人口信奉羅馬天主教，人口密度每平方公里360人。

## 外部連結
- 官方网站 （页面存档备份，存于） （德文）